# کرار (کردامیر)
کرّار (به لاتین: Karrar) یک منطقه مسکونی در جمهوری آذربایجان است که در شهرستان کردامیر واقع شده‌است.

## دین
در مساجد جامع کرّار سید احمد و امام حسین هیئت مذهبی وجود دارد.